# Raoul Wallenberg
Raoul Wallenberg (ur. 4 sierpnia 1912 w Kappsta w gminie Lidingö, zm. oficjalnie 16 lipca 1947 w ZSRR) – szwedzki architekt, przedsiębiorca i dyplomata. Sprawiedliwy wśród Narodów Świata.

## Życiorys

### Dzieciństwo i lata szkolne
Urodził się w rodzinie szwedzkich bankierów i przemysłowców, jego ojcem był Raoul Oscar Wallenberg, oficer marynarki wojennej, zmarły na raka trzy miesiące przed narodzinami syna, a matką Maria „Maj” Sofia Wising. W latach 1931–1935 studiował architekturę na amerykańskim Uniwersytecie Michigan. Nauczył się tam trzech języków: angielskiego, niemieckiego i francuskiego. Po uzyskaniu dyplomu wrócił do Szwecji, jednak uprawnienia zdobyte w Stanach Zjednoczonych nie pozwalały mu pracować jako architekt w Szwecji.

### Działalność zawodowa
W 1936 rozpoczął działalność zawodową. Pracował w przedstawicielstwie handlowym w Kapsztadzie (ZPA) w firmie sprzedającej materiały budowlane, a następnie w oddziale holenderskiego banku w Hajfie, gdzie po raz pierwszy zetknął się z problematyką zbrodni nazistowskich popełnianych na Żydach.
Przez swojego wuja, Jacoba Wallenberga, Wallenberg poznał się z Kalmanem Lauerem – budapeszteńskim Żydem, który prowadził firmę specjalizującą się w imporcie i eksporcie produktów spożywczych. W ciągu ośmiu miesięcy Wallenberg stał się jej współwłaścicielem i międzynarodowym dyrektorem. Jednocześnie przez ten czas poznawał historie Żydów z terenów okupowanych przez nazistów i niemiecką biurokrację, co w przyszłości pozwoliło mu na uratowanie wielu istnień ludzkich.

### Sekretarz ambasady szwedzkiej
Od zajęcia Węgier w marcu 1944 Niemcy w ciągu siedmiu tygodni eksterminowali niemal pół miliona Żydów węgierskich. W lipcu rząd w Sztokholmie przygotował Wallenberga do wyjazdu na Węgry. Gdy przybył do Budapesztu 9 lipca 1944 jako sekretarz szwedzkiej ambasady, pozostała tam około 250-tysięczna gmina żydowska, która w 1944 została zagrożona eksterminacją ze strony nazistów. Akcję finansowali Amerykanie. Ratunku poszukiwano w ambasadach państw neutralnych, które udzielały Żydom pomocy poprzez przyznawanie obywatelstwa i paszportów, gwarantujących nietykalność. Wallenberg, działając z ramienia powołanej przez Roosevelta Komisji do spraw Uchodźców Wojennych, wystawił szwedzkie paszporty dla mniej więcej dziesięciu tysięcy Żydów. Od 300 do 400 osób zatrudnił w ambasadzie szwedzkiej. Żydów umieszczał w domach objętych immunitetem. Wallenberg zbudował dla nich sieć kontaktową, zorganizował opiekę lekarską i dystrybucję żywności. Zadbał też o stworzenie dla Żydów domów dziecka i domów opieki dla starców. Działania prowadzone były także przez innych pracowników ambasady Szwecji. Działania Wallenberga, w połączeniu ze staraniami nuncjatury apostolskiej w Budapeszcie oraz Szwedzkiego Czerwonego Krzyża i Międzynarodowego Komitetu Czerwonego Krzyża, doprowadziły do ocalenia około 100 tysięcy Żydów.
W styczniu 1945, kiedy Armia Czerwona była o krok od zdobycia Budapesztu, Wallenberg zamierzał przedostać się do Debreczyna. Chciał tam spotkać się z dowódcą frontu sowieckiego, marszałkiem Rodionem Malinowskim, a potem wrócić do Szwecji. Do Debreczyna nie dotarł. Po drodze Szweda wraz z kierowcą zatrzymali sowieccy żołnierze 13 stycznia 1945.

### Więzienie
17 stycznia 1945 został aresztowany przez NKWD pod zarzutem szpiegostwa na rzecz Stanów Zjednoczonych i potajemnie wywieziony do Moskwy. Radzieckie MSZ poinformowało ambasadę szwedzką, że „podjęto środki mające na celu zapewnienie bezpieczeństwa panu Raoulowi Wallenbergowi”. Wallenberg trafił do więzienia Łubianka, później zaś do Lefortowa. 
Według teorii węgierskiego historyka Krisztiána Ungváryego zarzut szpiegostwa był wyłącznie pretekstem, podczas gdy w rzeczywistości Wallenberga aresztowano, ponieważ posiadał wiedzę na temat zbrodni katyńskiej. Tę koncepcję za wiarygodną uznawali także historycy zachodni, między innymi Alex Kershaw. Szwed wiedział o zbrodni katyńskiej, ponieważ miał wgląd w materiał dowodowy prof. Ferenca Orsósa – węgierskiego lekarza, prezesa Węgierskiej Izby lekarskiej – który był członkiem Międzynarodowej Komisji Lekarskiej badającej w 1943 sowiecki mord w Katyniu. Orsós prowadził w Katyniu sekcje zwłok i przesłał do Budapesztu obszerną dokumentację zbrodni i nawet czaszkę jednego z oficerów wydobytą z dołów śmierci. Gdy Sowieci zajęli Budapeszt, materiały zarekwirowano, a za Orsósem wysłano listy gończe i specjalne komando egzekutorów z NKWD. Orsós schronił się w Zachodniej Europie. Sowieci w bezsilności postanowili wyeliminować wszystkich, którzy znali wyniki jego badań, w tym Wallenberga.
8 marca 1945 radzieckie radio podało fałszywą informację, że Wallenberg został zabity w drodze do Debreczyna przez niemieckich lub węgierskich faszystów.

### Niewyjaśniona śmierć
Mimo wysiłków szwedzkich dyplomatów, między innymi ambasadora w Moskwie, Staffana Söderbloma, nic nie było wiadomo o losie Wallenberga. W sierpniu 1947 radzieckie MSZ powiadomiło szwedzką ambasadę, że „Wallenberg nie przebywa na terenie Związku Radzieckiego i nie jest znany władzom radzieckim”.
Na Zachodzie sprawa wciąż pozostawała otwarta. W Budapeszcie zamówiono wykonanie pomnika Wallenberga, Albert Einstein poparł starania o nadanie mu Pokojowej Nagrody Nobla. Pojawiali się ludzie, którzy twierdzili, że w moskiewskich więzieniach widzieli lub nawet przebywali w celi z Wallenbergiem (Niemcy – Gustaw Richter i Horst Kitchmann, Włoch Claudio de Mohr). Według tego ostatniego Wallenberg, posługując się „więziennym telegrafem” (stukanie w rury szczoteczką do zębów), wiosną 1947 powiadomił współwięźniów, że „zabierają go stąd”. Wysłano go do Workuty, jednak w ciągu kolejnych lat był często przenoszony do innych sowieckich łagrów. Z biegiem lat doniesienia o Szwedzie stawały się coraz częściej sprzeczne lub niejasne. Rząd szwedzki słał petycje i pytania o losy Wallenberga. Starania te odniosły jeden skutek – w lutym 1957 ZSRR wystosował odpowiedź, według której „więzień Wallenberg” zmarł 17 lipca 1947 na atak serca. Znowu jednak pojawiły się wersje, że Wallenberg żyje – wygłosił je przewodniczący Radzieckiej Akademii Nauk Medycznych A.L. Miasnikow w 1961. Rząd radziecki oficjalnie je zdementował. Szereg byłych więźniów mówiło, że widziano go żywego w obozach na Syberii i radzieckich więzieniach jeszcze w latach 60.
Później wielu współwięźniów i innych osób twierdziło, że widziało Szweda w latach 80. Inni utrzymywali, że widzieli go w „psychuszce” (zakład psychiatryczny), jeszcze inni, że został rozstrzelany. W wywiadzie udzielonym agencji AP główny archiwista FSB gen. Wasilij Christoforow przyznał, że dyplomacie ktoś pomógł umrzeć, a data zgonu została sfabrykowana. Potwierdzili to archiwiści z rosyjsko-szwedzkiego zespołu w 1991, który po upadku ZSRR badał sprawę. Gdy w moskiewskich archiwach znaleźli dokumenty, między innymi protokoły przesłuchań Wallenberga prowadzonych po dacie jego śmierci, KGB natychmiast zamknęło im dostęp do teczek. Anatolij Prokopenko opowiedział mediom o odnalezieniu w 1991 teczki mieszkającego podczas wojny w Budapeszcie emigranta hrabiego Michaiła Tołstoja-Kutuzowa, współpracownika Wallenberga i agenta KGB (śledził on Szweda i słał meldunki do Moskwy). Gdy Prokopenko znalazł dossier Tołstoja, zostało ono zabrane przez KGB. Wszystkie kluczowe dokumenty zostały z niego usunięte i utajnione, Prokopenkę zaś wyrzucono z pracy. Jak twierdził archiwista, KGB uznało dokumenty za kompromitujące i zacierało ich ślady jeszcze kilka lat. Według Pawła Sudopłatowa Wallenberga przesłuchiwano na Lefortowie, później przewieziono go na Łubiankę, a gdy odmówił współpracy z NKWD, Mołotow i Wyszynski kazali toksykologowi NKWD Grigorijowi Majranowskiemu zamordować Wallenberga zastrzykiem; potem ciało Wallenberga miano spalić. Jak stwierdził prof. Israel Gutman, historyk izraelski z instytutu Jad Waszem, który uhonorował Szweda tytułem Sprawiedliwy wśród Narodów Świata, rozwiązanie zagadki śmierci Szweda znajduje się w moskiewskich archiwach i nie da się jej wyjaśnić, jeśli Moskwa ich nie udostępni.
Walka o nadzieję i prawdę nie ustała jednak szczególnie wśród rodziny (matka, przyrodnie rodzeństwo) i przyjaciół Wallenberga. Upadek reżimu komunistycznego i samego ZSRR nie nadały sprawom nowego biegu. Oficjalna pozostała wersja o śmierci w 1947, niemniej rosyjscy politycy i prasa wyrażali współczucie rodzinie i przyjaciołom dyplomaty. Przeprowadzono oficjalne inspekcje w więzieniach, gdzie mógł przebywać Wallenberg. Nie dały one jednak żadnych efektów ani poszlak.
W 1987 odsłonięto w Budapeszcie pomnik Wallenberga. Na granitowej płycie wyryto łacińskie przysłowie: „Jak długo uśmiecha się do ciebie szczęście, tak długo masz wielu przyjaciół. W nieszczęściu pozostajesz sam.”
5 października 1981 Raoul Wallenberg uzyskał – dzięki zaangażowaniu Toma Lantosa, węgierskiego Żyda, który zawdzięczał mu życie – honorowe obywatelstwo amerykańskie, a później także kanadyjskie (1985) oraz izraelskie (1986). Instytut Jad Waszem uhonorował go medalem Sprawiedliwy wśród Narodów Świata.
W 2016 roku Szwecja oficjalnie uznała Wallenberga za zmarłego i ustaliła 31 lipca 1952 jako datę śmierci.

## Galeria

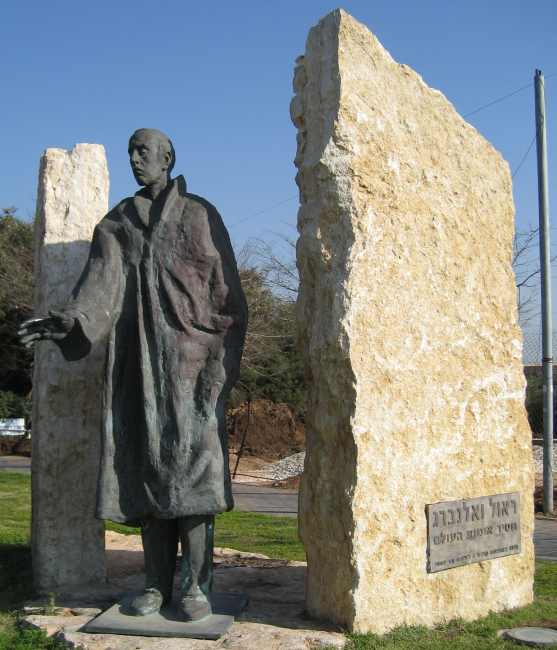
Pomnik Wallenberga w Tel-Awiwie
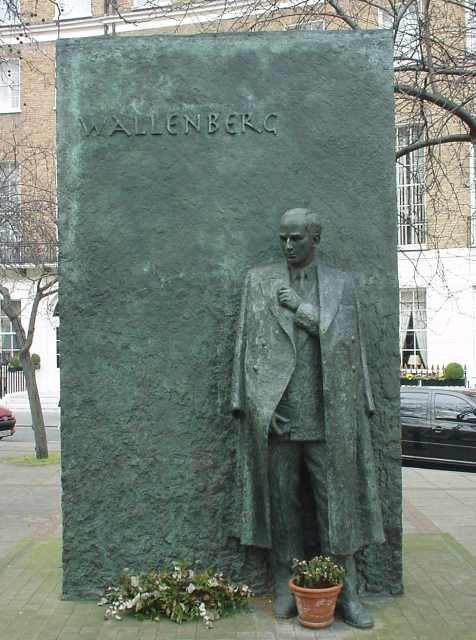
Pomnik Wallenberga w Londynie
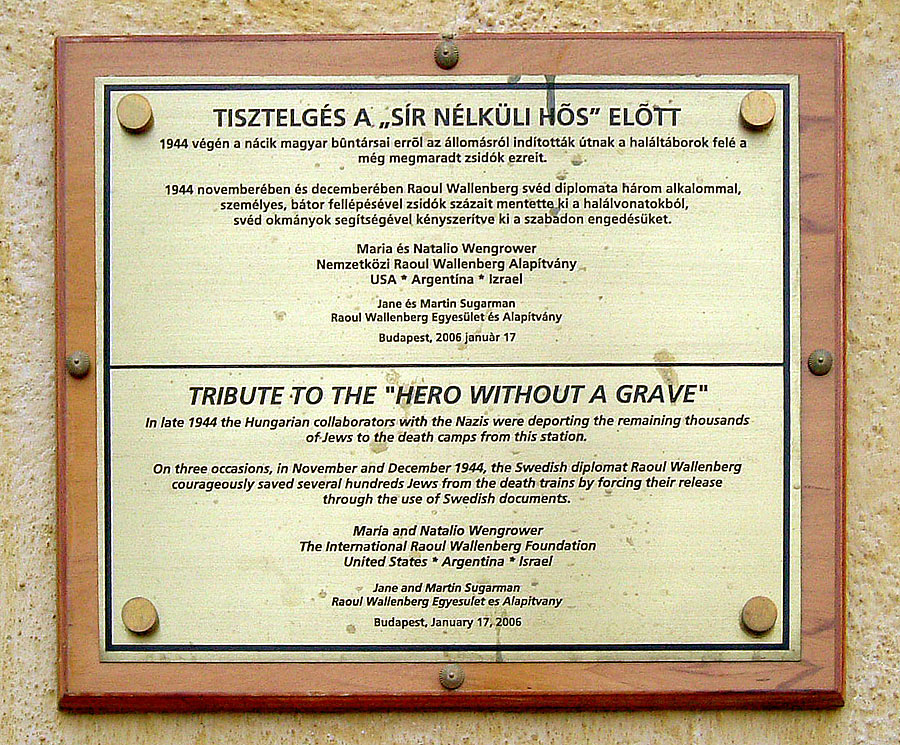
Tablica upamiętniająca Raoula Wallenberga w Budapeszcie
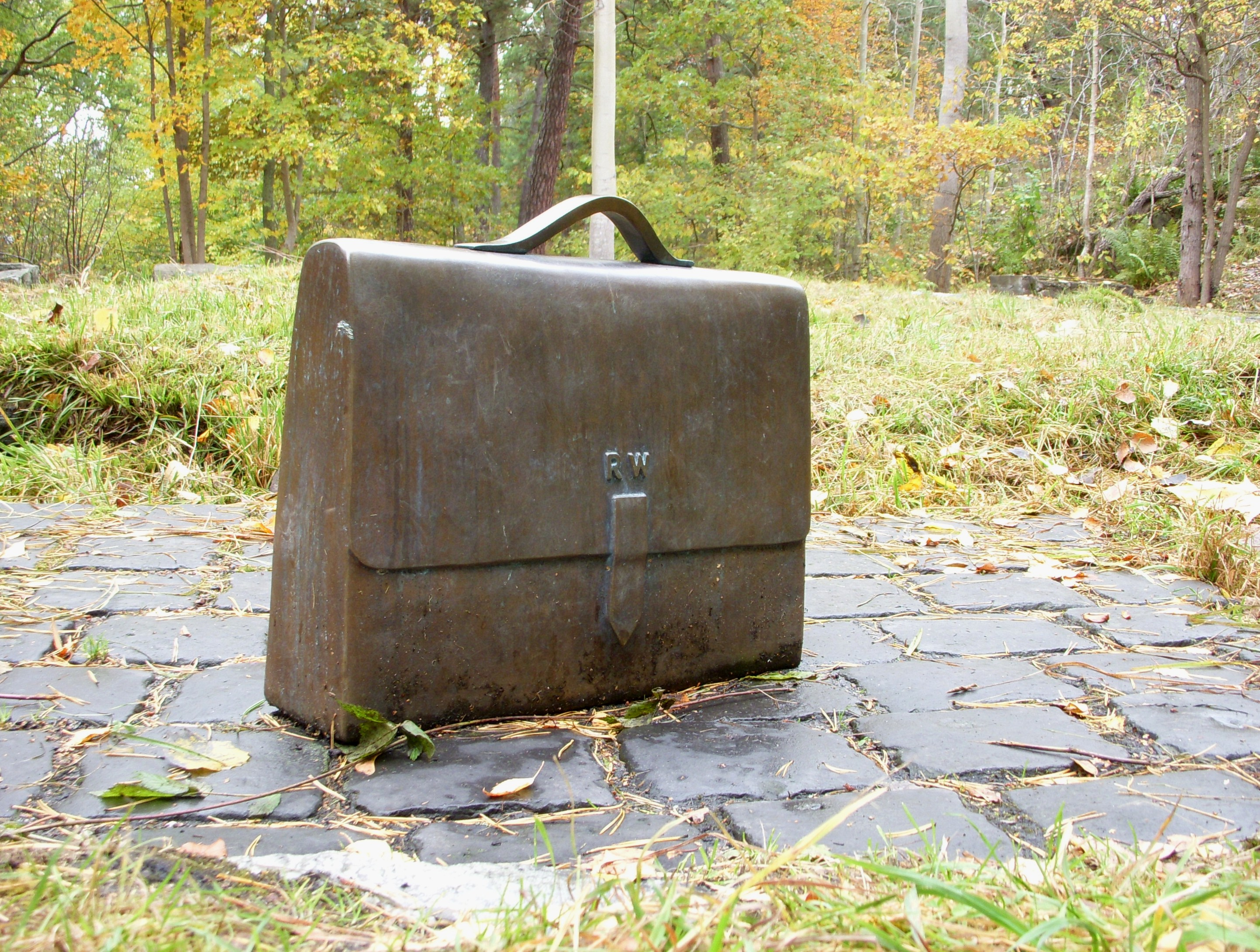
Teczka Wallenberga, pomnik z brązu w Kappsta (miejscu jego urodzenia)
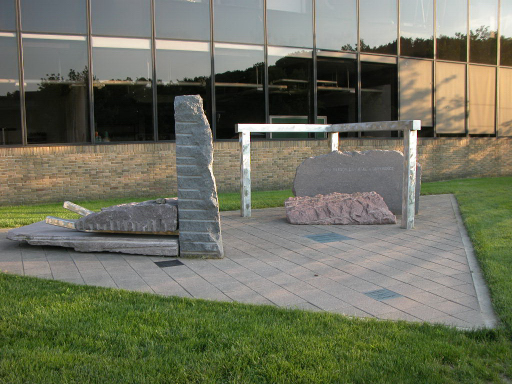
Köszönöm („Dziękujemy”), pomnik na Uniwersytecie Michigan
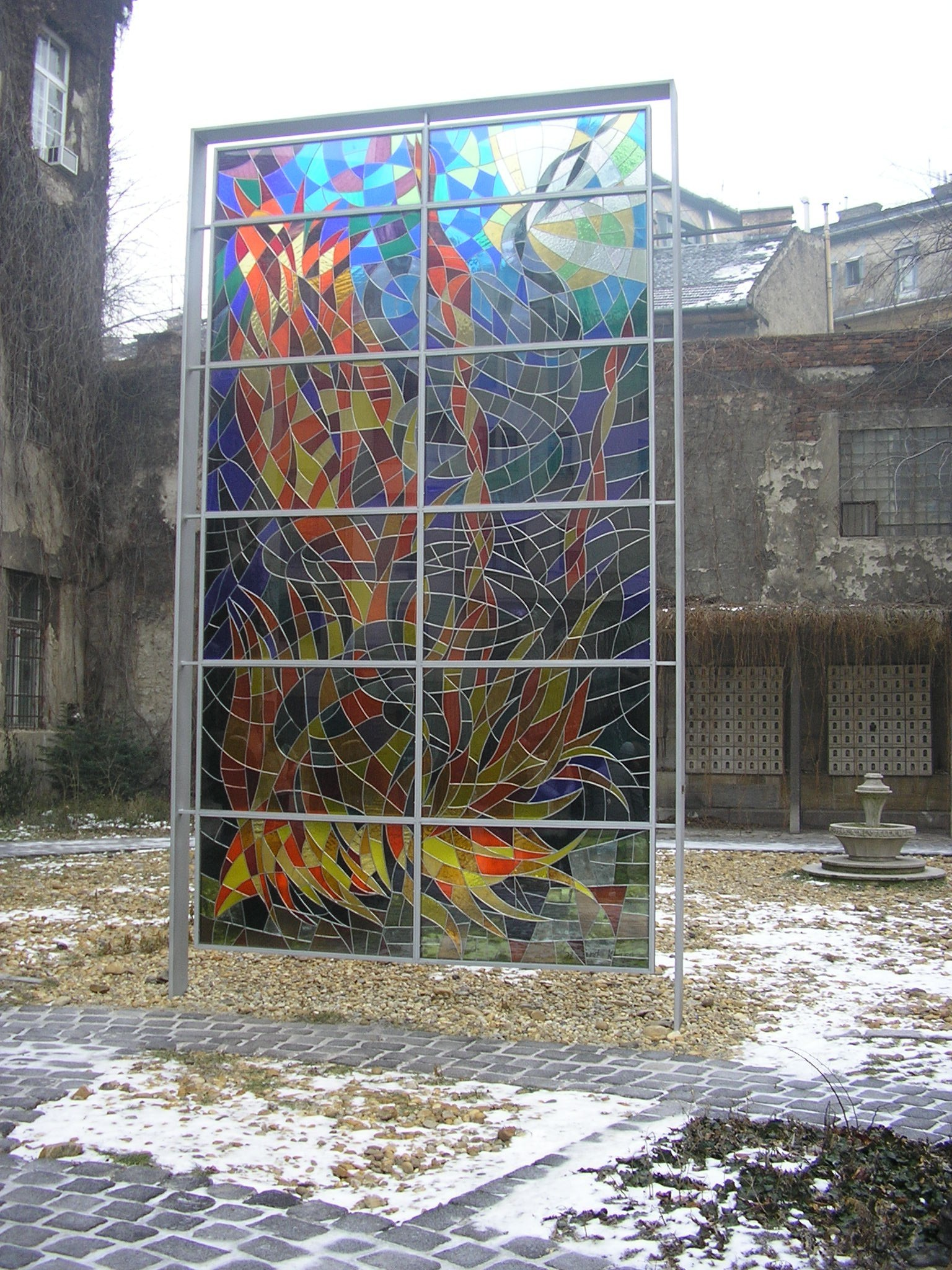
Jeden z pomników Raoula Wallenberga w Budapeszcie
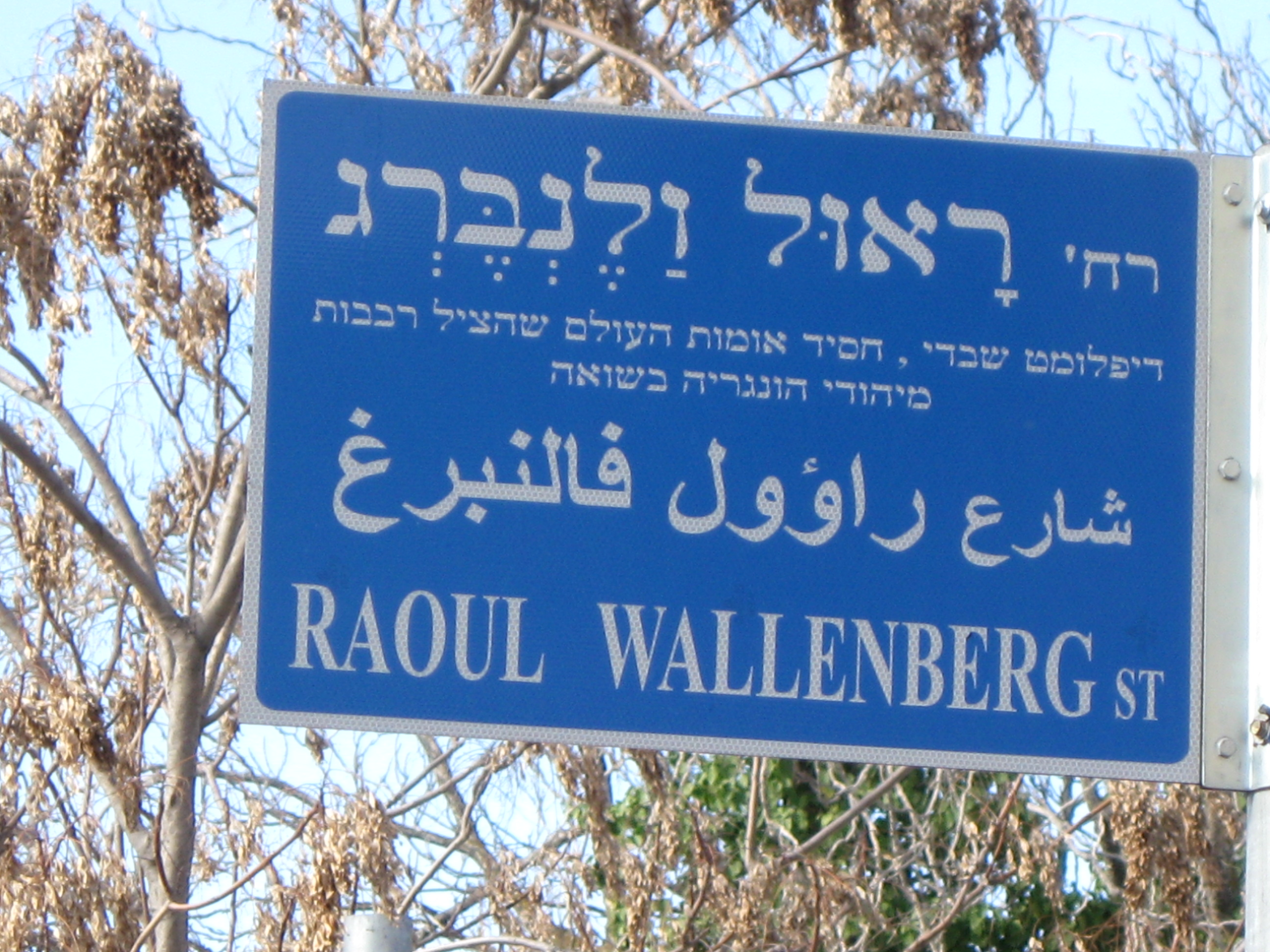
Tablica z nazwą ulicy Raoula Wallenberga w Jerozolimie